# Elena Abramovici
Elena Abramovici (în belarusă Алена Абрамовіч; în rusă Елена Абрамович; n. 18 iulie 1981, Minsk, RSS Bielorusă, URSS) este o handbalistă din Belarus care evoluează pentru Ferencvárosi TC pe postul de portar. De asemenea, ea joacă și pentru naționala Belarusului, la care a debutat în 2002, la Campionatul European din Danemarca.

## Palmares
- Nemzeti Bajnokság I:
  - Medalie de argint: 2012

- Cupa Cupelor EHF:
  -  Câștigătoare: 2011, 2012